# رانيا أحمد
رانيا أحمد (16 مايو 1983 -)، ممثلة سورية.

## عن حياتها
بدأت بالتمثيل بعام 2001 وذلك من خلال الأدوار الثانوية. عرفها الجمهور خلال دور شفيقة بالجزء الأول من مسلسل «باب الحارة». مثلت بما يقارب 20 عملًا، قبل أن تعتزل بعام 2011 وتستقر في فرنسا.

### حياتها الأسرية
تزوجت من المخرج نجدة إسماعيل أنزور بعام 2006 ولديهما ثلاث أبناء.

## أعمالها

### من المسلسلات
- رجال الحسم.
- منمنمات اجتماعية.
- الجمر والجمار.
- ليالي الصالحية.
- باب الحارة.
- ما ملكت ايمانكم.
- رجاها.

## وصلات خارجية
- رانيا أحمد على موقع قاعدة بيانات الأفلام العربية